# Бернадська Ніна Іванівна
Ніна Іванівна Бернадська (нар. 18 травня 1959, Теофіполь, Хмельницька область) — український філолог, доктор філологічних наук, професор Київського національного університету імені Тараса Шевченка, фахівець з теорії роману та української літератури ХХ століття.

## Життєпис
Народилася 18 травня 1959 у місті Теофіполь Хмельницької області. 1981 закінчила філологічний факультет Київського університету, отримавши спеціальність «Філолог, викладач української мови та літератури». Упродовж 1981—1984 років навчалася в аспірантурі, 1986 року захистила кандидатську дисертацію «Ідейно-художня функція часових зміщень в композиції сучасного роману».
Від 1984 року працює в Київському університеті імені Тараса Шевченка. Упродовж 1991—2001 років – доцент кафедри теорії літератури та компаративістики, 1998—2001 – заступниця декана філологічного факультету, а у 2001—2004 – докторант кафедри теорії літератури та компаративістики.
2006 року захистила докторську дисертацію «Теорія роману як жанру в українському літературознавстві».
Читає курси: «Вступ до літературознавства», «Теорія літератури», «Жанри літературної критики», «Велика епічна форма», «Літературна критика ХХ-ХХІ ст.».

## Публікації
- Українська література: запитання і відповіді / С. В. Задорожна, Н. І. Бернадська. — К. : Феміна, 1996. — 232 с.
- Українська література: Завдання. Тести. Диспути. 11 клас: посібник / Н. І. Бернадська. — К. : Видавничий центр «Академія», 2000. — 204 с.
- Українська література. Тести. 5-12 класи: посібник / авт.-уклад. Н. І. Бернадська, Г. О. Усатенко. — К. : Академія, 2008. — 336 с.
- Українська література. Тестові завдання. 5-11 класи: навч. посіб. / авт.-уклад. Н. І. Бернадська. — Київ: Академія, 2014. — 473 с.
- Український роман: теоретичні проблеми та жанрова еволюція: Монографія. – К., 2004. – 368 с.
- Вступ до літературознавства: Хрестоматія. – К., 1995. – 255 с.
- Українська література ХХ ст. : Навчальний посібник. – К., 2002. – 261 с. Роман: проблеми великої епічної форми: Навчальний посібник. – К., 2007. – 116 с.

Автор післямов до видань:
- Куліш, Микола Гурійович. Мина Мазайло. Народний Малахій. Патетична соната. 97 [Текст]: п'єси / Микола Куліш ; післям. Ніни Бернадської ; іл. Євгенії Запорожець [та ін.]. — К. : Знання, 2010. — 376 с.
- Сосюра, Володимир Миколайович. Третя рота [Текст]: роман / Володимир Сосюра ; [упоряд. та прим. С. Гальченка ; післям. Н. Бернадської]. — К. : Знання, 2010. — 349 с.
- Багряний, Іван. Тигролови [Текст]: роман / Іван Багряний ; [післямова Ніни Бернадської]. — К. : Знання, 2011. — 306 с.